# Arctolamia villosa
Arctolamia villosa là một loài bọ cánh cứng trong họ Cerambycidae.